# Lie with Me – Liebe mich
Lie with Me – Liebe mich (Alternativtitel: Liebe mich!; Originaltitel: Lie with Me) ist ein kanadisches Filmdrama aus dem Jahr 2005. Regie führte Clément Virgo, der auch den Film mitproduzierte und gemeinsam mit Tamara Berger das Drehbuch anhand ihres Romans schrieb.

## Handlung
Das Dasein, das die junge, attraktive Leila in einer Vorstadt von Toronto fristet, besteht aus Masturbation, Partys, Drogen und sexuellen Abenteuern. So verdrängt Leila die Sorgen des Alltags und die Beziehungsprobleme ihrer Eltern, die planen, sich scheiden zu lassen. Leilas Mutter Marla hat beschlossen, Vater Ben zu verlassen.
Nachdem Leila sich Pornografie angeschaut und dazu masturbiert hat, macht sie sich auf den Weg in die Stadt und besucht dort eine Party. Dort befinden sich auch der junge David, zu dem sich Leila augenblicklich hingezogen fühlt. Draußen vor dem Club hat Leila Sex mit einem Unbekannten und wird dabei von David beobachtet, der seine ebenfalls anwesende Freundin Rachel im Auto zum Sex überredet, dabei jedoch stets Blickkontakt mit Leila hält.
Am nächsten Tag treffen sich Leila und David zufällig auf der Straße, wo David Leila in einen nahen Park verfolgt. Im Schutz eines Kriechtunnels beginnt Leila, sich vor David auszuziehen und dabei zu masturbieren. Zu ihrer Überraschung zieht sich der zunächst gebannte David jedoch plötzlich zurück und verschwindet spurlos. Als Leila David das nächste Mal begegnet, führt er sie in seine Wohnung und die beiden haben Sex. Obwohl sie nie zuvor eine feste Beziehung eingegangen ist, gibt Leila einer Beziehung mit David eine Chance. Zum ersten Mal verliebt sie sich in jemanden und lässt sich auch von der wütenden Rachel nicht stören, die kurz darauf auf ihrer Arbeit erscheint und Leila erklärt, dass David keine Frau, sondern eine Mutter brauche.
Auch David liebt Leila. Doch rasch stoßen die beiden an ihre Grenzen. So treten zwischen dem Paar erste Spannungen auf, als Leila nach einem gemeinsamen Abend im Club wieder in ihr altes Verhalten zurückfällt und anzüglich mit mehreren Männern vor David tanzt. Dieser reagiert eifersüchtig und wütend, sagt jedoch zunächst nichts. Wieder in seiner Wohnung konfrontiert David Leila spitz mit ihrer Promiskuität und die beiden haben Analverkehr, wobei David Leila gesteht, dass er nur noch an sie denken könne, und ihr das Versprechen abringt, ihn niemals zu verlassen.
Kurz darauf stirbt Davids pflegebedürftiger Vater, um den sich der junge Mann liebevoll gekümmert hat. David ist am Boden zerstört. Leila, die mit ihren und Davids Gefühlen überfordert ist, stiehlt sich in der Nacht davon. Als sie erst am nächsten Abend betrunken zu David zurückkehrt und mit diesem schlafen will, kommt es zum Streit zwischen den beiden und David beendet die Beziehung. Frustriert wendet er sich wieder seiner Ex-Freundin Rachel zu.
Leila stürzt in ein tiefes Loch der Verzweiflung und sucht wieder Ablenkung durch Männer, mit denen sie spontanen Sex hat. So trifft sie auch wieder den jungen, schüchternen Mann, den sie in der Nacht verführte, in der sie David kennenlernte, und nimmt ihn in ihre Wohnung mit. Als sie bemerkt, dass sie keinerlei Befriedigung mehr findet, wirft sie ihn wutentbrannt aus ihrer Wohnung. Auch durch Masturbation erreicht Leila keine Erlösung mehr. Ihr wird klar, dass sie keinen anderen Mann mehr außer David will.
Währenddessen verschärft sich der Konflikt zwischen ihren Eltern. Ben konsumiert Drogen und weigert sich, aus dem gemeinsamen Haus auszuziehen, während Marla bereits ihre Sachen gepackt hat und sich ein neues Apartment sucht. Leila verspricht ihrem trostlosen Vater, ihn so oft es geht zu besuchen, und betont ihm gegenüber, es sei „gar nicht so schlimm, alleine zu sein“.
Als Leilas beste Freundin Victoria ihre Hochzeit feiert – obwohl sie ihren Verlobten schon seit geraumer Zeit mit ihrem Ex-Freund betrügt –, fährt Leila mit dem Fahrrad an dem Park nahe ihrer Wohnung vorbei, in den sie David einst lotste. Dieser sitzt auch jetzt auf einer Parkbank und erkennt Leila augenblicklich. Er verfolgt sie, kommt aber zu spät, um Leila vor der Synagoge abzupassen. Victoria fragt David kurzerhand, ob er mitkommen wolle, was dieser auch tut. Auf der anschließenden Feier tanzen er und Leila miteinander und es wird klar, dass David bereut, die Beziehung beendet zu haben, und Leila wieder zurückhaben möchte. Übermannt von ihren Gefühlen und aus Angst, erneut verletzt zu werden, rennt Leila davon. Wie schon zu Beginn der Handlung läuft David hinter ihr her und folgt Leila bis in ihre Wohnung. Er schwört der sich hinter der Badezimmertür verschanzenden Leila, sie nicht wieder zu verlassen, und die beiden versöhnen sich.

## Kritiken
Leslie Felperin schrieb in der Zeitschrift Variety vom 12. Oktober 2005, der Low-Budget-Film tendiere in die Richtung von Hardcore. Sein dritter Teil schleppe sich hin, das Ende sei sentimental. Der Film sei von Der letzte Tango in Paris weit entfernt; der neuere Film 9 Songs biete mehr „brutale Ehrlichkeit“, während Under the Skin die Psychologie der promiskuitiven Frauen besser verstehe.
Das Lexikon des internationalen Films schrieb, der Film sei ein „sich unromantisch gebendes erotisches Drama“. Er komme „visuell freizügig daher“, verstehe es aber nicht, „die Charaktere und ihre Gefühle tiefer auszuloten“.
Die Zeitschrift Cinema schrieb, der Film sei ein „plakativer, ziemlich unbeholfener Versuch, ein oberflächlich erzähltes Beziehungsdrama durch Hardcore-Szenen interessant zu machen“.

## Auszeichnungen
Der Komponist Byron Wong und die Tontechniker wurden im Jahr 2006 für den Genie Award nominiert.

## Hintergründe
Der Film wurde in Toronto und in Hamilton (Ontario) gedreht. Seine Produktionskosten betrugen schätzungsweise 2,2 Millionen Kanadische Dollar. Die Weltpremiere fand am 10. September 2005 auf dem Toronto International Film Festival statt, dem weitere Filmfestivals, darunter die Internationalen Filmfestspiele Berlin (am 11. Februar 2006), folgten. Am 11. November 2005 kam der Film in die ausgewählten kanadischen Kinos. In Deutschland wurde er im Mai 2006 direkt auf DVD veröffentlicht.